# Hjärtums distrikt
Hjärtums distrikt är ett distrikt i Lilla Edets kommun och Västra Götalands län. 
Distriktet ligger nordväst om Lilla Edet. 

## Tidigare administrativ tillhörighet
Distriktet inrättades 2016 och utgörs av socknen Hjärtum i Lilla Edets kommun.
Området motsvarar den omfattning Hjärtums församling hade vid årsskiftet 1999/2000.